# Il rapimento di Rebecca
Il rapimento di Rebecca è un dipinto a olio su tela (100,3×81,9 cm) di Eugène Delacroix, realizzato nel 1846 e conservato nel Metropolitan Museum of Art di New York.

## Descrizione
Il soggetto effigiato nel quadro, eseguito nel 1846 ed esposto al Salon dello stesso anno, è esplicitamente desunto dall'Ivanhoe, un romanzo pubblicato da Walter Scott nel 1818 e ambientato nell'epoca delle crociate e di Riccardo Cuor di Leone. Nel dipinto, in particolare, è raffigurato il rapimento di Rebecca, figlia dell'ebreo Isaac di York che aveva aiutato Ivanhoe, a opera di due saraceni al soldo del malvagio templare Brian de Bois-Guilbert.
I due saraceni stanno caricando la donna svenuta su un focoso cavallo pezzato, dove Delacroix si mostra molto sensibile all'influenza di Géricault. Sullo sfondo, inoltre, si scorge il possente castello di Torquilstone in fiamme che sprigiona roventi lingue di fuoco e un fumo grigio e nero: dal colle su cui si erge il maniero un gruppo di gente fugge rocambolescamente dall'incendio.

## Analisi tecnica
Pur essendo globalmente fosca e drammatica, la scena è animata da una grande sensazione di luminosità, ottenuta da Delacroix mediante la giustapposizione dei colori primari puri e dei rispettivi complementari. Si tratta di una ricerca ripresa dai pittori veneti del Cinquecento ma che nella sua spregiudicatezza anticipa già gli Impressionisti:
(Giorgio Cricco, Francesco Di Teodoro)
Notevoli, inoltre, anche le modalità di applicazione del colore: le pennellate, infatti, sono rapide e vaporose in corrispondenza del cielo (dove si scorge persino la trama della tela sottostante), mentre in altri luoghi - come, ad esempio, presso il cavallo - il colore è sovrapposto su più strati, a suggerire una sensazione di matericità.